# Gunnar Larsson (narciarz)
Ål Lars Gunnar Larsson (ur. 1 lipca 1944 w Dala-Järna) – szwedzki biegacz narciarski, dwukrotny medalista olimpijski.

## Kariera
Jego olimpijskim debiutem były igrzyska w Grenoble w 1968 r. Wspólnie z Janem Halvarssonem, Bjarne Anderssonem i Assarem Rönnlundem wywalczył srebrny medal w sztafecie 4 × 10 km. Ponadto zdobył brązowy medal w biegu na 15 km stylem klasycznym, wyprzedzili go jedynie zwycięzca Harald Grønningen z Norwegii oraz drugi na mecie Eero Mäntyranta z Finlandii. Na tych samych igrzyskach zajął także 6. miejsce w biegu na 50 km oraz ósme w biegu na 30 km stylem klasycznym. Cztery lata później, podczas igrzysk olimpijskich w Sapporo w 1972 r. jego najlepszym wynikiem było czwarte miejsce w biegu na 30 km. Walkę o brązowy medal przegrał z Norwegiem Johannesem Harvikenem o niewiele ponad jedną sekundę. Wraz z kolegami z reprezentacji zajął także czwarte miejsce w sztafecie. Na kolejnych igrzyskach już nie startował
Nie startował na mistrzostwach świata. Jego synowie Peter i Mats Larsson również reprezentują Szwecję w biegach narciarskich.

## Osiągnięcia

### Igrzyska olimpijskie
| Miejsce | Dzień     | Rok  | Miejscowość | Konkurencja             | Czas biegu   | Strata       | Zwycięzca            |
| ------- | --------- | ---- | ----------- | ----------------------- | ------------ | ------------ | -------------------- |
| 8.      | 7 lutego  | 1968 | Grenoble    | 30 km stylem klasycznym | 1:35:39.2 h  | +2:08.9 min  | Franco Nones         |
| 3.      | 10 lutego | 1968 | Grenoble    | 15 km stylem klasycznym | 47:54.2 min  | +39.5 s      | Harald Grønningen    |
| 2.      | 14 lutego | 1968 | Grenoble    | Sztafeta 4 × 10 km      | 2:08:33.5 h  | +1:39.7 min  | Norwegia             |
| 6.      | 17 lutego | 1968 | Grenoble    | 50 km stylem klasycznym | 2:28:45.8 h  | +51.4 s      | Ole Ellefsæter       |
| 4.      | 4 lutego  | 1972 | Sapporo     | 30 km stylem klasycznym | 1:36:31.15 h | +1:02.57 min | Wiaczesław Wiedienin |
| 8.      | 7 lutego  | 1972 | Sapporo     | 15 km stylem klasycznym | 45:28.24 min | +55.05 s     | Sven-Åke Lundbäck    |
| 4.      | 13 lutego | 1972 | Sapporo     | Sztafeta 4 × 10 km      | 2:04:47.94 h | +2:15.66 min | ZSRR                 |
| 20.     | 10 lutego | 1972 | Sapporo     | 50 km stylem klasycznym | 2:43:14.75 h | +8:02.81 min | Pål Tyldum           |